# Ölvalde
Ölvalde (fvn Ǫlvaldi, ”ölets rådare”) var en jätte i nordisk mytologi. Enligt Snorre Sturlasson hade han sönerna Tjatse (Þjazi), Ide (Iði) och Gang (Gangr) samt sondottern Skade (Skaði). Han sägs ha varit mycket guldrik. När han dog och arvet efter honom skulle skiftas, saknade sönerna mått att mäta upp allt guldet. Saken löstes så, att var och en högg för sig en munfull och så höll de på tills den väldiga guldhögen var uppdelad mellan dem. Men ingen fick ta fler munfyllen än någon annan. Berättelsen syftar till att förklara varför ”guld” i kenningar kan omskrivas som någon av dessa jättars ”munfull”. Det finns flera sådana kenningar bevarade – några av dem har en betydande ålder – vilket visar att Ölvalde och hans söner troligen har figurerat i ett en gång välkänt men nu till största delen förlorat mytkomplex.
I den poetiska Eddan är Ölvalde endast nämnd på ett enda ställe, nämligen i Hárbarðsljóð, strof 19. Men här stavas namnet Allvaldi eller Alvaldi. Det kan i så fall översättas ”den övermåttan mäktige”. I strofen berättar Tor hur han dräpte ”Allvaldes son” Tjatse och kastade dennes ögon upp på himlavalvet.
| Tjatse drap jag, kämpastarke jätten, upp slängde jag ögonen av Allvaldes son högt på den högblå himlen – det största tecknet på stordåden mina: överallt ögnar dem alla. | Ek drap Þjaza, hinn þrúðmóðga jǫtun; upp varpk augum Alvalda sonar á þann hinn hęiða himin, þau eru męrki męst minna verka, þaus allir menn síðan of sé. |  |

Enligt Snorre Sturlasson var det dock Oden som kastade upp Tjatses ögon på himlen och av dem skapade två stjärnor.

## Fångstplatsens rådare
Åke Ohlmarks gissade att jätten Ölvalde i det gamla jägarsamhället kan ha varit rådare över en rik fångstplats. Han nämner som exempel Nämforsen.
| ” | Därvid skall man hålla i minne att en fors i en flod eller ett sund gärna jämfördes med skummande öl. Så heter fallet i Bruarån på Island Ölfors, senare Ölfus, och på samma sätt sägs det om den porlande Mimerskällans jätte: ”Mjöd dricker Mimer var morgon ny” – det är i Völuspå. | „ |

Av namnen på Ölvaldes söner anses etymologin för Tjatse vara osäker. Ohlmarks menade dock att ordet är ”oförfalskad” samiska med betydelsen ”vatten”, vilket passar bra för sonen till en forsjätte. Ides och Gangs namn ansåg han spegla ett vattenfall. Ide (Iði) skulle då betyda ”oupphörligt rinnande” och Gang ”lopp, fall”.
En mer etablerad tolkning av Iði, som utgår från ið (”ständig rörelse; oro”), brukar dock låta namnet betyda ”den som är i rörelse”, ”den verksamme”, ”den hårt arbetande”, eller dylikt. Iði är samma rotord som svenskans ”id”, som finns i ”idog”. Namnet Gangr tycks betyda ”gång; rörelse” och antyder kanske att denne jätte var en vandrare. Men då de myter, där dessa bröder kan ha figurerat, nu är förlorade blir namnen svåra att tolka eftersom de inte kan sättas in i något givet sammanhang.
I Skáldatal uppges att två av Östen Beles hirdskalder bar namnet Ölvalde.